# Excentricitat orbital

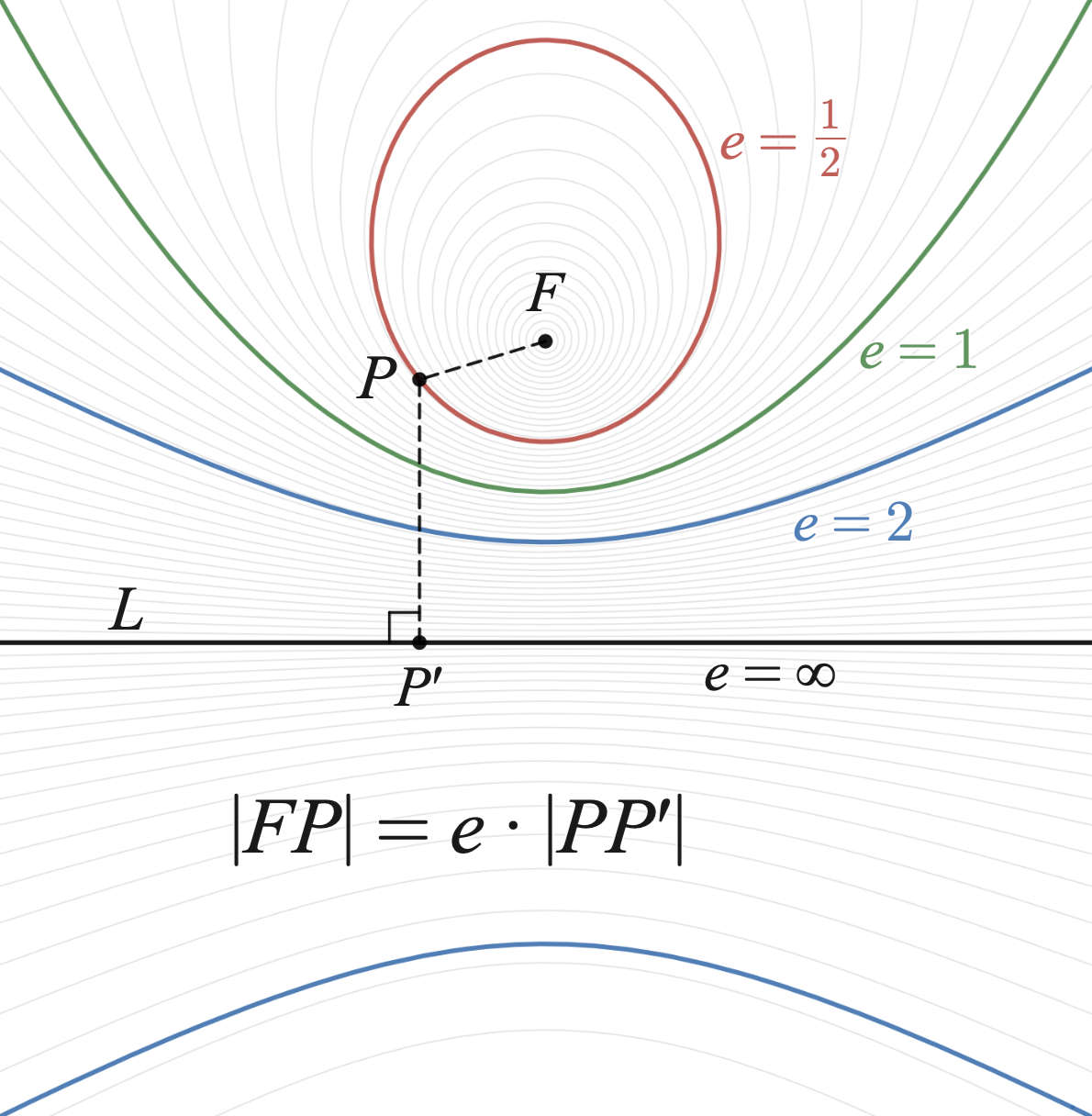
Definició d'excentricitat i corbes còniques.

L'excentricitat orbital és la raó entre la distància de qualsevol dels punts d'una òrbita al seu focus i la distància perpendicular d’aquest punt a la directriu. Hom la representa amb la lletra {\displaystyle e}. En astrodinàmica, segons els axiomes habituals qualsevol òrbita ha de ser una corba en forma de secció cònica. A partir de la figura del costat la distància d'un punt {\displaystyle P} de la corba al focus {\displaystyle F} és {\textstyle {\overline {FP}}}, i la distància del punt {\displaystyle P} a la directriu {\displaystyle L}, perpendicular a aquesta, és {\textstyle {\overline {PP'}}}. Per tant, l'excentricitat {\displaystyle e} és la raó:
{\displaystyle e={\frac {\overline {FP}}{\overline {PP'}}}}
L'excentricitat d'aquesta secció cònica és un paràmetre de l'òrbita que defineix la seva configuració de forma absoluta i que pot ser interpretada com la mesura de com la seva forma es desvia d'un cercle. Segons les presumpcions habituals l'excentricitat pot prendre els valors següents:
- Per a l'òrbita circular: {\displaystyle e=0\,\!},
- Per a l'òrbita el·líptica: {\displaystyle 0<e<1\,\!},
- Per a les trajectòries parabòliques: {\displaystyle e=1\,\!},
- Per a les trajectòries hiperbòliques: {\displaystyle e>1\,\!}.

## Excentricitat orbital

### Excentricitat en funció dels eixos de l'el·lipse
En una el·lipse la recta que passa pels dos focus talla a l'el·lipse en dos punts anomenats vèrtexs. La corda que uneix els vèrtexs és l'eix major de l'el·lipse, i el seu punt mitjà és el centre de l'el·lipse. La corda perpendicular a l'eix major pel centre s'anomena eix menor de l'el·lipse. La distància al centre de l'el·lipse des d'un focus se simbolitza per {\displaystyle c}. S'anomena semieix major a la meitat de l'eix major i se simbolitza per {\displaystyle a}, i semieix menor a la meitat de l'eix menor i se simbolitza per {\displaystyle b}. Es compleix la relació:
{\displaystyle c={\sqrt {a^{2}-b^{2}}}}
L'excentricitat, en funció d'aquests semieixos, és:
{\displaystyle e={\sqrt {1-\left({\frac {b^{2}}{a^{2}}}\right)}}={\frac {c}{a}}}

Elements d'una el·lipse.

Si els vèrtexs se simbolitzen per {\displaystyle A} i {\displaystyle A'} i anomenant {\displaystyle s} la distància de la directriu al vèrtex més proper {\displaystyle A}, a partir de la figura es té:{\displaystyle e={\frac {\overline {FA'}}{\overline {A'P'}}}={\frac {a+c}{2a+s}}\quad \quad \quad e={\frac {\overline {FA}}{\overline {AP'}}}={\frac {a-c}{s}}}
Aïllant {\displaystyle s} d'aquesta darrera fórmula queda:{\displaystyle s={\frac {a-c}{e}}}i substituint a la primera:{\displaystyle e={\frac {a+c}{2a+{\frac {a-c}{e}}}}={\frac {a+c}{\frac {2ae+a+c}{e}}}={\frac {(a+c)e}{2ae+a-c}}}Simplificant i aïllant l'excentricitat queda que és la raó entre la distància del focus al centre {\displaystyle c} i el semieix major {\displaystyle a}:
{\displaystyle 2ae+a-c=a+c\quad \quad \quad e={\frac {c}{a}}}

### Equació d'una el·lipse en funció de l'excentricitat
En coordenades polars {\displaystyle r} i {\displaystyle \theta } i situant l'origen de coordenades en un dels focus de l'el·lipse, l'equació de l'el·lipse pot expressar-se com:
{\displaystyle r={\frac {a(1-e^{2})}{1+e\cos \theta }}}
on {\displaystyle r} és el mòdul del vector posició {\displaystyle {\vec {r}}}, {\displaystyle a} és el semieix major, {\displaystyle e} l'excentricitat (0 < {\displaystyle e} < 1), i {\displaystyle \theta } és l'angle que forma el vector {\displaystyle {\vec {r}}} amb l'eix principal i que s'anomena anomalia veritable. El radi del periastre {\displaystyle r_{P}} i el radi de l'apoastre {\displaystyle r_{A}}, que són el valor més petit del radi i el major, s'obtenen donant el valor {\displaystyle \theta } = 0 i {\displaystyle \theta } = π a l'anterior fórmula i queden les següents relacions:
{\displaystyle r_{P}=a(1-e)\quad \quad \quad r_{A}=a(1+e)}

### Velocitat en funció de l'excentricitat
Les velocitats al periastre i a l'apoastre d'un cos de massa {\displaystyle m} que orbita un cos de massa {\displaystyle M} són donades per les equacions:
{\displaystyle v_{P}={\sqrt {\frac {\mu (1+e)}{a(1-e)}}}\quad \quad \quad v_{A}={\sqrt {\frac {\mu (1-e)}{a(1+e)}}}}
on {\displaystyle \mu =G(M+m)} i {\displaystyle G} és la constant de gravitació universal.

### Energia en funció de l'excentricitat
L'energia {\displaystyle E} és expressada per:
{\displaystyle E=\left({\frac {GMm}{L}}\right)^{2}{\frac {m}{2}}(e^{2}-1)}on {\displaystyle L} és el moment angular.

## Excentricitat en òrbites del sistema solar
| Planetes | {\displaystyle e} | Llunes    | {\displaystyle e} | Planetes nans | {\displaystyle e} |
| -------- | ----------------- | --------- | ----------------- | ------------- | ----------------- |
| Mercuri  | 0,205 6           | Lluna     | 0,055 4           | Ceres         | 0,079             |
| Venus    | 0,006 8           | Io        | 0,004             | Orc           | 0,226             |
| Terra    | 0,016 7           | Europa    | 0,009             | Plutó         | 0,252             |
| Mart     | 0,093 4           | Ganimedes | 0,001             | Haumea        | 0,199             |
| Júpiter  | 0,048 4           | Cal·listo | 0,007             | Quaoar        | 0,039             |
| Saturn   | 0,054 3           | Tità      | 0,029             | Makemake      | 0,165             |
| Urà      | 0,046 0           | Rea       | 0,001             | Eris          | 0,433             |
| Neptú    | 0,008 2           | Jàpet     | 0,028             | Sedna         | 0,861             |

### Òrbites de planetes
Les òrbites tancades dels cossos celestes del sistema solar (planetes, satèl·lits, asteroides…) són majoritàriament el·lipses. Els planetes del sistema solar tenen òrbites quasi circulars. Amb els seus dos focus molt propers al centre del Sol són òrbites amb excentricitats molt baixes, excepte Mercuri que la té baixa. Per aquesta raó els astrònoms des de l'antiguitat havien cregut que eren circulars (Mercuri, per la seva proximitat al Sol, no permetia proporcionar dades precises). A principis del segle XVII, el matemàtic i astrònom alemany Johannes Kepler (1571-1630) analitzà detingudament les dades molt precises obtingudes durant anys d'observació per l'astrònom danès Tycho Brahe (1546-1601) de les posicions del planeta Mart. Kepler descobrí que no era una òrbita circular i que les dades s'ajustaven perfectament a una òrbita el·líptica molt poc excèntrica.
Els planetes nans tenen òrbites el·líptiques amb excentricitats més altes que els planetes. Destaquen Sedna i Eris amb excentricitats de 0,855 i 0,441. També cal destacar l'òrbita de Plutó, abans considerat un planeta, que té una excentricitat de 0,249.

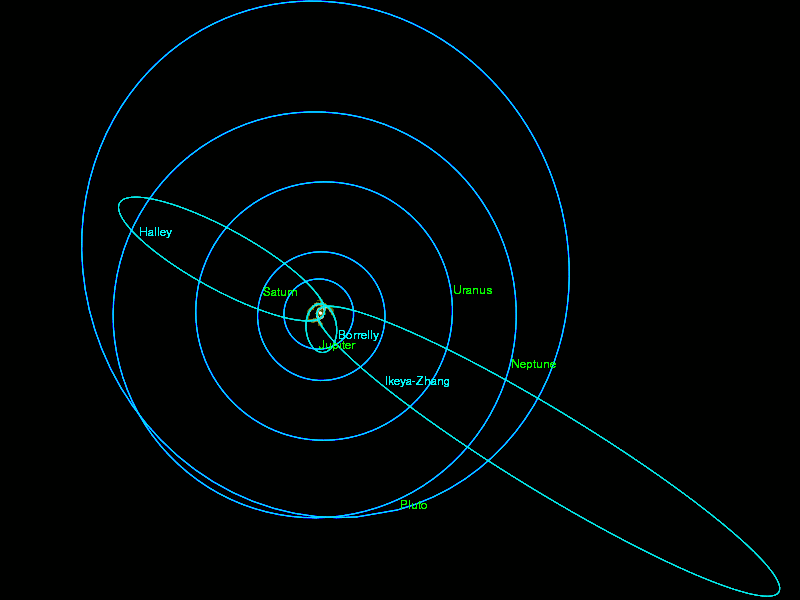
Òrbites d'alguns cometes periòdics (Halley ' = 0,968, Borrelly ' = 0,623 i Ikheya-Zhang ' = 0,990), del planeta nan Plutó ' = 0,249 i dels planetes gegants del sistema solar.

### Òrbites de llunes
Tampoc els majors satèl·lits naturals dels planetes presenten òrbites amb grans excentricitats, fins i tot són inferiors a les dels planetes, i tenen òrbites quasi circulars. La Lluna és la que presenta una excentricitat més elevada si hom la compara amb els grans satèl·lits naturals dels planetes gasosos (Ganimedes de Júpiter o Tità de Saturn, per citar dos exemples). Tanmateix, té una excentricitat semblant a la dels planetes Júpiter i Saturn.
Entre els satèl·lits menors hom en troba amb excentricitats més elevades. Alguns exemples de satèl·lits de Júpiter són: Pasifae {\displaystyle e} = 0,412, Sinope {\displaystyle e} = 0,264, Carme {\displaystyle e} = 0,256 o Leda {\displaystyle e} = 0,162. A Saturn hom en troba amb excentricitats encara majors: Tarvos {\displaystyle e} = 0,528, Narvi {\displaystyle e} = 0,449, Kari {\displaystyle e} = 0,482 o Gerd {\displaystyle e} = 0,517. El satèl·lit amb excentricitat més elevada és Nereida de Neptú {\displaystyle e} = 0,749, seguit de Margarida d'Urà {\displaystyle e} = 0,642 i S2004_S36 de Saturn {\displaystyle e} = 0,625.

### Òrbites d'asteroides

#### Asteroides del cinturó d'asteroides
Els asteroides del cinturó d'asteroides situat entre l'òrbita de Mart i la de Júpiter, presenten excentricitats semblants als dels planetes i, també, majors. Així els de la família Eos tenen una excentricitat d'entre 0,01 i 0,13; els de la família Temis entre 0,09 i 0,22; els de la família Coronis menor de 0,11; i els de la família Eunòmia entre 0,1 i 0,2.

#### D'altres asteroides
D'altres asteroides que no formen part d'aquest cinturó tenen excentricitats més elevades, per exemple alguns del de tipus Apol·lo, com ara (1566) Ícar {\displaystyle e} = 0,827; (1866) Sisyphus {\displaystyle e} = 0,539; (2101) Adonis {\displaystyle e} = 0,765 o (1862) Apol·lo {\displaystyle e} = 0,56.

#### Asteroides hiperbòlics
1I/ʻOumuamua és un objecte interestel·lar que està passant a través del sistema solar. Fou descobert el 2017 en una òrbita altament hiperbòlica amb una excentricitat {\displaystyle e} = 1,196. Primer es va pensar que era un cometa, però es va classificar com a asteroide una setmana després. És el primer objecte d'una nova classe anomenada asteroide hiperbòlic i el primer cos interestel·lar observat dins del sistema solar.

### Òrbites de cometes
| Cometes          | {\displaystyle e} |
| ---------------- | ----------------- |
| 1P/Halley        | 0,968             |
| 2P/Encke         | 0,848             |
| 3D/Biela         | 0,751             |
| 4P/Faye          | 0,584             |
| 5D/Brorsen       | 0,810             |
| 6P/d'Arrest      | 0,613             |
| 7P/Pons–Winnecke | 0,638             |
| 32P/Comas Solà   | 0,556             |

#### Cometes periòdics
Els cometes són els cossos del sistema solar que presenten òrbites el·líptiques amb excentricitats més elevades, pocs les tenen semblants a les dels planetes. Un dels més coneguts, el cometa 1P/Halley, és un dels que tenen un valor més alt, 0,967, amb un període orbital de 75,32 anys. Està al límit de les òrbites tancades, ja que a partir d'1 tendria una òrbita parabòlica o hiperbòlica que són obertes.

#### Cometes quasi parabòlics
Hi ha cometes amb una excentricitat molt alta (generalment 0,99 < {\displaystyle e} < 1) i un període de més de 1 000 anys que no tenen una velocitat prou alta per escapar del sistema solar (per assolir aquesta velocitat han de tenir una excentricitat igual o major que 1). Sovint, aquests cometes, a causa dels seus elevats semieixos majors i alta excentricitat, tindran petites interaccions orbitals amb planetes i planetes menors, la major part de les vegades acaben amb els cometes fluctuant significativament en la seva trajectòria orbital. Aquests cometes probablement provenen del núvol d'Oort, un núvol de cometes que orbiten al voltant del Sol entre unes 10 000 ua fins a unes 50 000 ua. Alguns exemples són: C/1910 A1 o Gran Cometa del gener de 1910 amb {\displaystyle e} = 0,999 995; C/1680 V1 o Gran Cometa de 1680 amb {\displaystyle e} = 0,999 986; C/1769 P1 o cometa Messier {\displaystyle e} = 0,999 249.

#### Cometes hiperbòlics

Satèl·lits artificials.

Altres cometes tenen òrbites hiperbòliques i només passen una vegada pel Sol. El fet de no ser cometes periòdics fa que siguin més mals d'estudiar. És el cas del cometa C/1980 E1 (Bowell) que té una excentricitat {\displaystyle e} = 1,057 o del 2I/Borisov amb {\displaystyle e} = 3,357, descobert el 2019, essent el cos amb l'òrbita més excèntrica mai detectat. Aquest cometa prové de fora del sistema solar, igual que l'asteroide 1I/ʻOumuamua.

### Satèl·lits artificials
La majoria dels satèl·lits artificials tenen òrbites mol poc excèntriques, fins i tot, n'hi ha una trentena que les tenen circulars. La gran majoria, més de set mil, tenen excentricitats per sota de 0,01; i només un dos-cents les tenen superiors, amb valors que poden superar {\displaystyle e} = 0,900. Per exemple els Salsa, Samba, Tango i Rumba de la missió Cluster de l'Agència Espacial Europea (ESA) que estudia la magnetosfera terrestre usant quatre sondes idèntiques que orbiten la Terra en formació tetraèdrica, tenen valors entre 0,609 (Salsa) i 0,687 (Rumba). Aquesta missió ja ha finalitzat i els satèl·lits es faran caure al Pacífic sud a partir del setembre de 2024.

## Excentricitats fora del sistema solar

### Exoplanetes
A diferència dels planetes del sistema solar els exoplanetes presenten tot el ventall d'excentricitats possibles per a les òrbites el·líptiques, des d'òrbites circulars amb excentricitat 0 a òrbites molt excèntriques, com ara les dels exoplanetes HD 20782 b {\displaystyle e} = 0,97; Gaia-3 b {\displaystyle e} = 0,948 o HD 80606 b {\displaystyle e} = 0,932. Aquest darrer està situat a una distància de 190 anys llum de la Terra a la constel·lació de l'Ossa Major. La temperatura de la seva superfície oscil·la des d'uns –20 °C en passar per l'apoastre fins a uns 1200 °C que aconsegueix en el periastre, on rep entorn de 800 vegades més radiació del seu estel.

### Estrelles binàries
En els estels binaris hom troba òrbites amb tots els valors d'excentricitats. Sembla que les baixes excentricitats es donen amb sistemes amb períodes baixos, mentre que les altes excentricitats són més abundant en sistemes que tenenelevats períodes.